# Maribo (ost)
Maribo ost er en dansk halvhård fisket ost fremstillet af pasteuriseret komælk. Den har navn efter byen Maribo på Lolland.
Osten har et fast, tørt indre, en cremet tekstur og mange små, uregelmæssige huller. Den har en lysebrun skorpe dækket af gul voks eller med rødkitbehandlet overflade, men findes også skorpefri. Smagen er syrlig, og den er nogle gange krydret med kommensfrø.
Maribo var indtil 1952 kendt som dansk æltet gouda, men fik navnet Maribo i henhold til Stresa-konventionen. Den er nu blevet sjælden.